# 돈쭐내러 왔습니다
돈쭐내러 왔습니다는 iHQ에서 방송되는 음식 전문 예능 프로그램이다.

## 기획 의도
코로나 시대로 인해 생존의 위기에 내몰린 자영업자들을 위해 탄생한 푸드 버라이어티 프로그램.

## 출연진
- 진행 : 이영자, 제이쓴
- 출연 : 다음과 같음
  - 시즌1, 시즌2 공통 : 한소영, 아미아미, 먹갱, 만리
  - 시즌1 한정 : 김동은, 나름
  - 시즌2 한정 : 수향

## 편성 시간
- iHQ : 목요일 저녁 8시 30분
- iHQ Drama : 목요일 밤 11시 50분
- 재방 편성 : 방송사의 사정에 따라 유동적

## 시청률

### 시즌1
아래의 파란색 숫자는 '최저 시청률'이고, 빨간색 숫자는 '최고 시청률'입니다. 시청률조사회사와 지역별로 시청률에 차이가 있을 수 있습니다.
| 2021년 | 2021년    | 2021년                     | 2021년         | 2021년 |
| 회차   | 방송일    | 장소                       | AGB 시청률     | 비고   |
| 회차   | 방송일    | 장소                       | 대한민국(전국) | 비고   |
| ------ | --------- | -------------------------- | -------------- | ------ |
| 제1회  | 8월 19일  | 명동 백반집                | 0.3 %          |        |
| 제2회  | 8월 26일  | 이태원 이베리코 돼지고깃집 |                |        |
| 제3회  | 9월 2일   | 의정부 숯불 바지큐 치킨집  |                |        |
| 제4회  | 9월 9일   | 묵은지 감자탕집            |                |        |
| 제5회  | 9월 16일  | 이대 앞 분식집             |                |        |
| 제6회  | 9월 23일  | 신촌 피자가게              |                |        |
| 제7회  | 9월 30일  | 동두천 텍사스 스테이크집   | 0.3 %          |        |
| 제8회  | 10월 7일  | 동두천 바지락 칼국수집     | 0.3 %          |        |
| 제9회  | 10월 14일 | 소곱창구이집               |                |        |
| 제10회 | 10월 21일 | 소개팅 성지 파스타집 1     |                |        |
| 제11회 | 10월 28일 | 소개팅 성지 파스타집 2     |                |        |
| 제12회 | 11월 4일  | 수유리 중국음식점          |                |        |
| 제13회 | 11월 11일 | 방화동 돼지곱창집          |                |        |
| 제14회 | 11월 18일 | 닭볶음탕집                 | 0.2 %          |        |
| 제15회 | 11월 25일 | 오리고기집                 |                |        |
| 제16회 | 12월 2일  | 목동 돼지집                |                |        |
| 제17회 | 12월 9일  | 건대 청춘 등갈비집         | 0.3 %          |        |
| 제18회 | 12월 16일 | 숯불 족발집                |                |        |
| 제19회 | 12월 23일 | 조개구이 전문점            |                |        |
| 제20회 | 12월 30일 | 김치찌개집                 |                |        |
| 2022년 |           |                            |                |        |
| 제21회 | 1월 6일   | 등갈비구이집               |                |        |
| 제22회 | 1월 13일  | 구리시 낙지집              | 0.2 %          |        |
| 제23회 | 1월 20일  | 대림동 양꼬치              |                |        |
| 제24회 | 1월 27일  | 양평동 불고기집            |                |        |
| 제25회 | 2월 10일  | 광명시 해산물집            |                |        |
| 제26회 | 2월 17일  | 금천구 감자탕집            |                |        |
| 제27회 | 2월 24일  | 안양 타이음식점            |                |        |
| 제28회 | 3월 3일   | 안양 대구막창집            |                |        |
| 제29회 | 3월 10일  | 광명 중화요리집            | 0.2 %          |        |
| 제30회 | 3월 17일  | 오류동 닭발집              | 0.2 %          |        |

### 시즌2
아래의 파란색 숫자는 '최저 시청률'이고, 빨간색 숫자는 '최고 시청률'입니다. 시청률조사회사와 지역별로 시청률에 차이가 있을 수 있습니다.
| 2022년 | 2022년   | 2022년                 | 2022년         | 2022년         |
| 회차   | 방송일   | 장소                   | AGB 시청률     | 비고           |
| 회차   | 방송일   | 장소                   | 대한민국(전국) | 비고           |
| ------ | -------- | ---------------------- | -------------- | -------------- |
| 제1회  | 4월 7일  | 부천 갈비찜집          | 0.2%           |                |
| 제2회  | 4월 14일 | 부천 순댓국집          |                |                |
| 제3회  | 4월 21일 | 인천 카레&함박스테이크 |                |                |
| 제4회  | 4월 28일 | 부천 족발 전문점       |                |                |
| 제5회  | 5월 5일  | 연남동 수제 버거       |                |                |
| 제6회  | 5월 12일 | 연남동 양식당          |                | 김승혜, 나태주 |
| 제7회  |          |                        |                |                |

## 같이 보기
- 맛있는 녀석들
- 마시는 녀석들